# تولوم
تولوم (بالإسبانية: Tulum)‏ وهو موقع أثري محاط بسور دفاعي بنيت في العصر قبل الكولومبي ويقع بالقرب من ميناء كوبا واليوم هي عبارة عن خرائب تقع شرق ساحل شبه جزيرة يوكاتان على البحر الكاريبي في ولاية كينتانا رو في جنوب المكسيك، وهذا الموقع من أكثر المواقع السياحية في المكسيك.

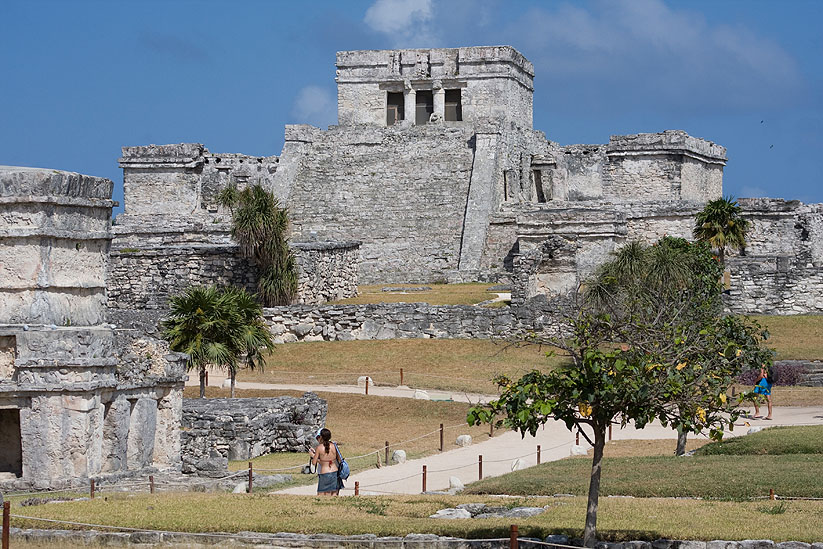
هرم إيل كاستيلو في 2008